# Mayuge (district)
Mayuge is een district in het oosten van Oeganda.
Mayuge telt 326.567 inwoners.